# Elmar Kolb (Politiker, 1936)
Elmar Kolb (* 7. Januar 1936 in Bad Neustadt an der Saale; † 13. Mai 2013 auf Teneriffa, Spanien) war ein deutscher Politiker der CDU.
Kolb ist von Beruf Industriekaufmann, Maschinenbauingenieur und Unternehmer. Er trat 1967 der CDU bei. Am 10. Juni 1977 rückte er als Nachfolger für den ausgeschiedenen Abgeordneten Norbert Nothhelfer in den Deutschen Bundestag nach. 1980 wurde Kolb über die Landesliste Baden-Württemberg erneut in den Bundestag gewählt. Bei den darauf folgenden Wahlen, 1983 und 1987, konnte er dann das Direktmandat im Wahlkreis Ravensburg – Bodensee gewinnen, so dass er insgesamt von 1977 bis 1990 Mitglied des Deutschen Bundestages war.

## Schriften
- Was ein Politiker so alles anrichtet. Wie er zu seinem Hobby kam. [Selbstverlag, 1986].